# غوكوفا
غوكوفا (بالتركية: Gökova)‏ بلدة بمديرية «أولا» (بالتركية: Ula)‏ في محافظة موغلا، في جنوب غرب تركيا يمرعبر البلدة الطريق السرية بين إزمير وأنطاليا. تقع بلدة غوكوفا على رأس خليج غوكوفا في سهل يُعرف أيضًا باسم غوكوفا. تقع مدينة «أكياكا» الأثرية الكارية مع حصنها الأكروبول (المدينة المحصنة) ومقبرتها النكروبول (مدينة المقابر)، أعلى «حيّ كوزلوكويو» (بالتركية: Kozlukuyu Mahallesi)‏ في الطرف الشمالي من بلدة غوكوفا وليس بالقرب من مدينة أكياكا (الاسم الحديث لمدينة «إيديما») كما يُذكر مراراً بالخطأ. توجد اليوم في سهل غوكوفا مدينتان هما: غوكوفا وأكياكا فقط.

## الاسم والجغرافيا

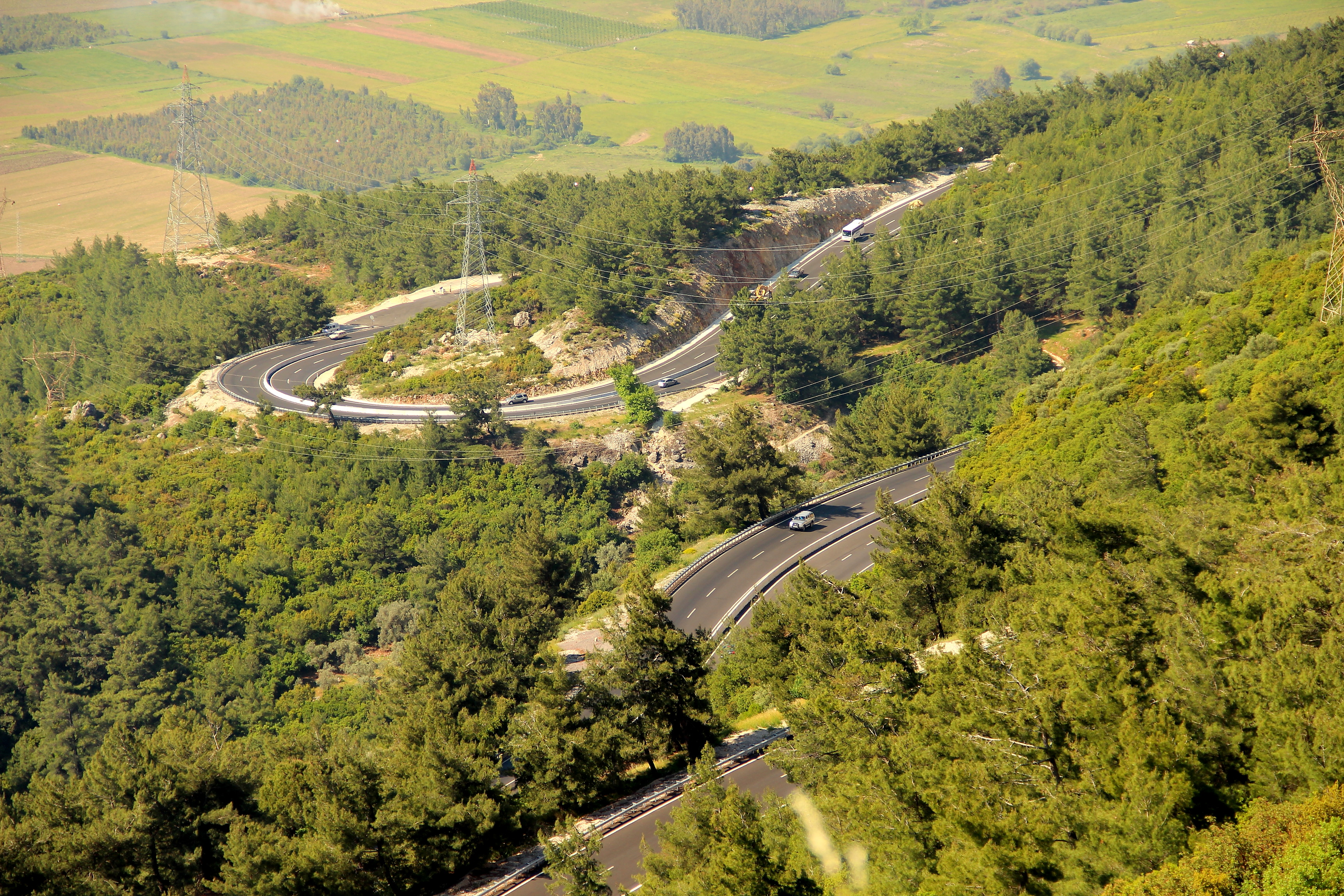
طريق غوكوفا.

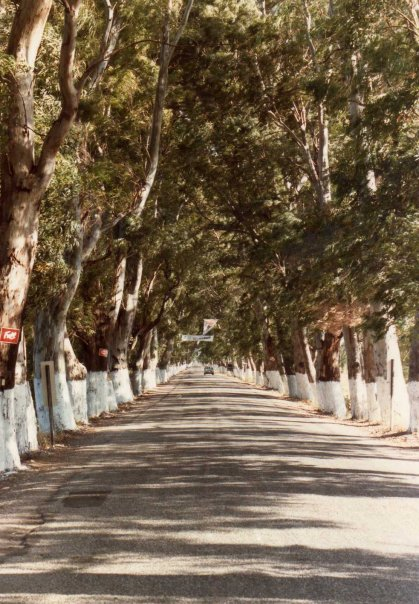
"نفق أوكالبتوس" (Okaliptus Tuneli) Eucalyptus Tunnel

اسم غوكوفا معناه بالتركية: «السهل الأزرق»، حيث (بالتركية: Gök)‏ تعني «السَمَاء أو اَلْقبَّةُ الزَّرْقَاء أو أزرق أو سماوي» و(بالتركية: ova)‏ تعني«سهل»، والاسم يشير إلى السهل الذي تقع فيه مدينة غوكوفا.
توجد اليوم في سهل غوكوفا مدينتان هما: غوكوفا وأكياكا، وست قرى هي: أتاكوي (بالتركية: Ataköy)‏ و«آق تشابينار» (بالتركية: Akçapinar)‏ وغوكتشي (بالتركية: Gökçe)‏ وتشيتليك (بالتركية: Çitlik)‏ و«شيرين كوي» (بالتركية: Şirinköy)‏ و«يشيلوفا» (بالتركية: Yeşilova)‏. ومجمل السكان حوالي 10,000 نسمة.
تقع مدينة غوكوفا على بعد حوالي 2 كم في داخل الأرض بعيداً عن منتجع العطلات في أكياكا، وغوكوفا بلدية منفصلة عن مدينة أكياكا، ومع ذلك، غالباً ما يُنسب الأكروبول والنكروبول إلى أكياكا رغم أن هناك القليل نسبيا من الاهتمام الأثري في أكياكا. «حيّ كوزلوكويو» التابع لبلدة غوكوفا هو منطقة أثرية من الدرجة الأولى وبه أطلال «إيديما» ومقابر مقطوعة في الصخور يرجع تاريخها إلى القرن الخامس قبل الميلاد.

## التاريخ

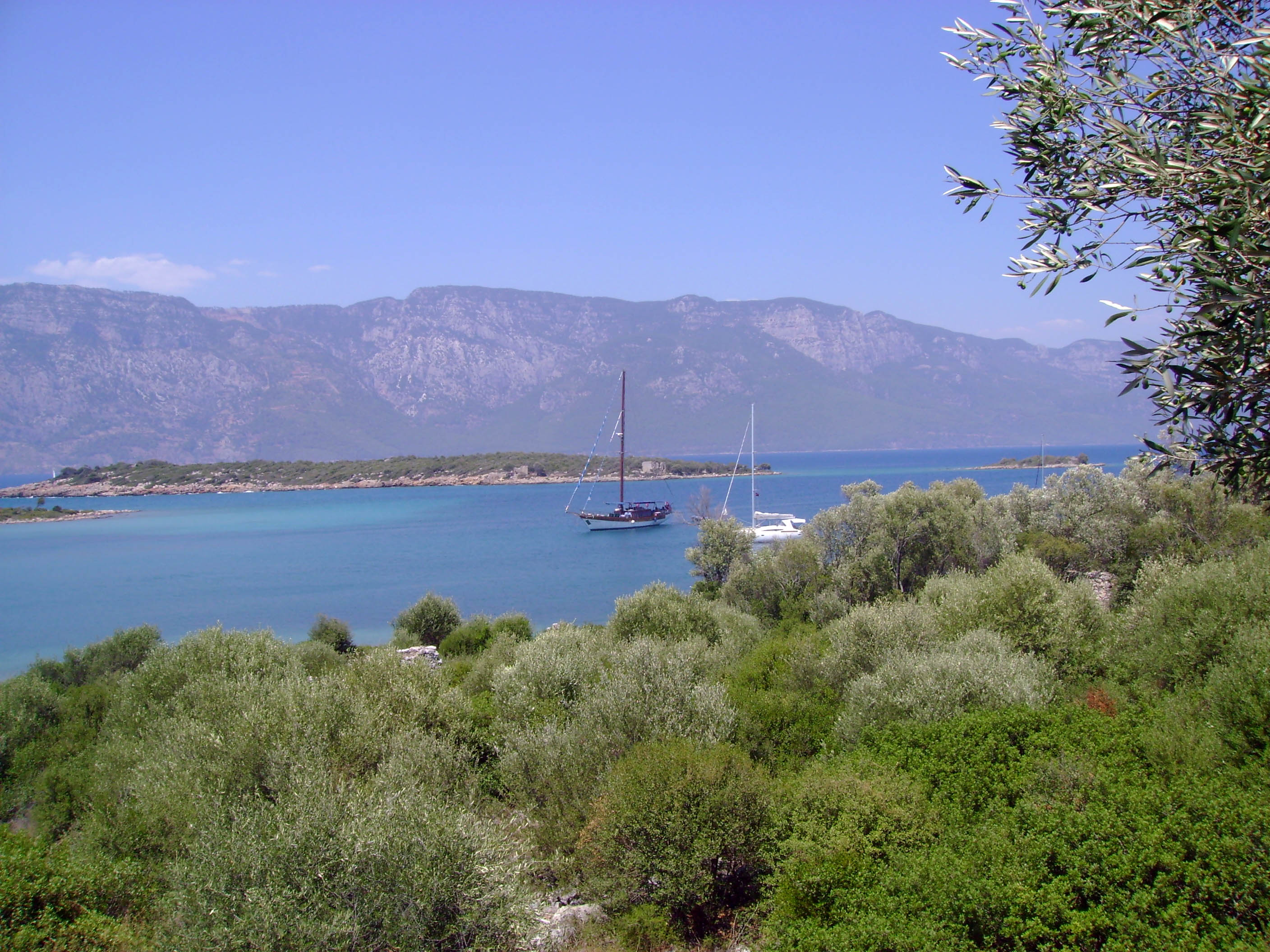
خليج غوكوفا.

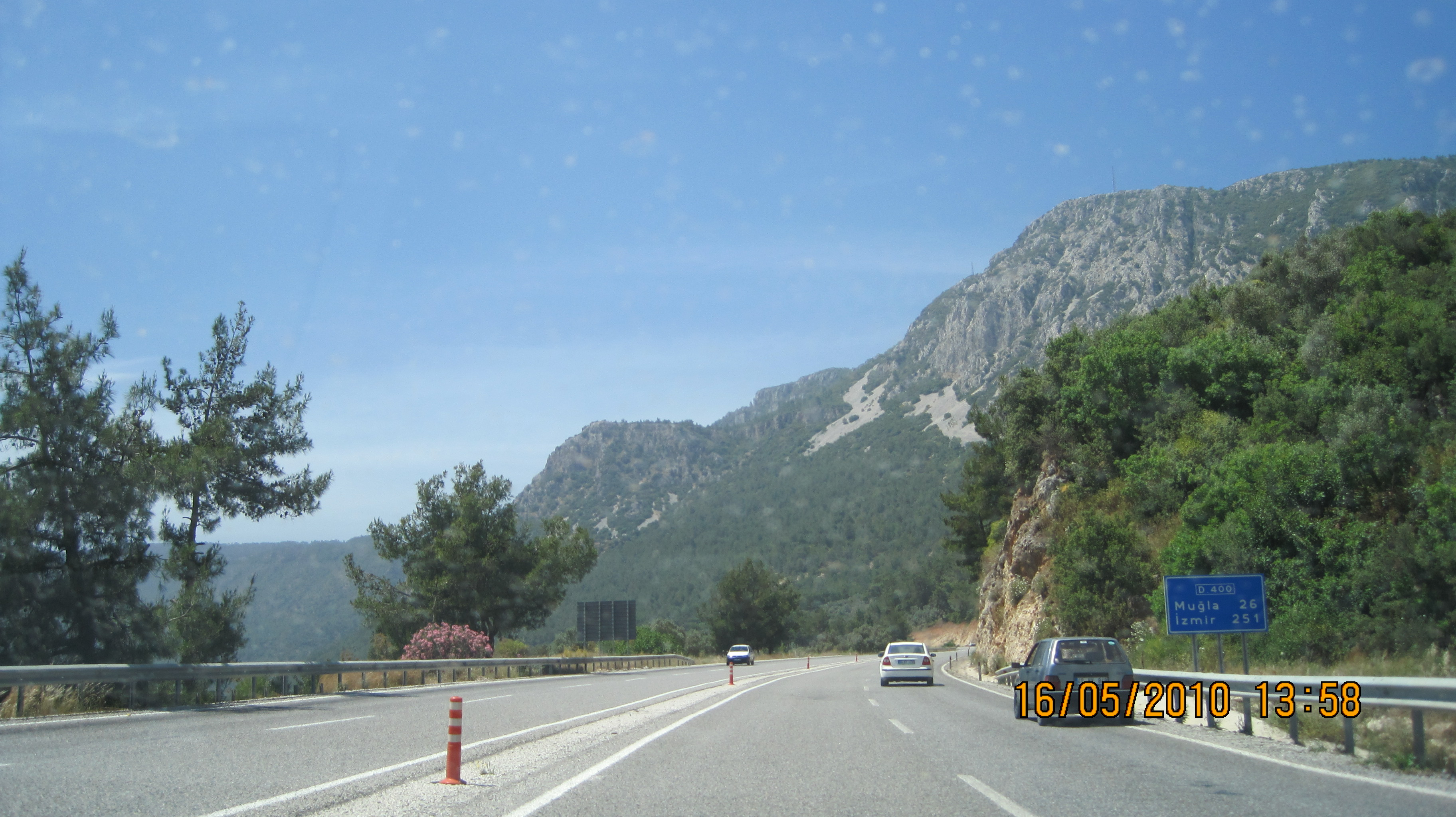
بلدية غوكوفا.

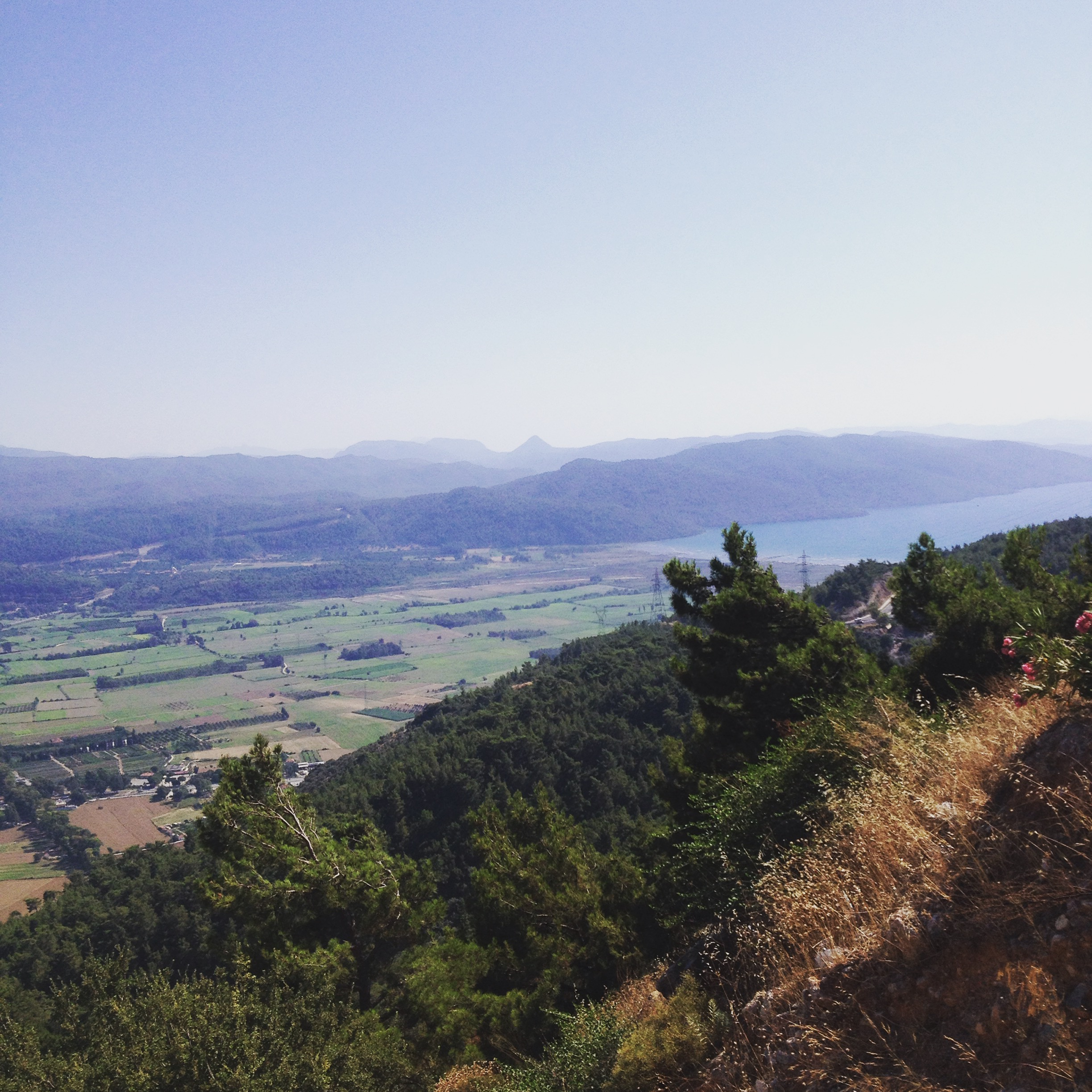
غوكوفا.

أقدم أثر مسجل جاء فيه ذكر «إيديما» (حالياً: غوكوفا) كان في عام 546 قبل الميلاد كعضو في حلف «أتيكا ديلوس» البحري الذي أُسس ضد غزو الفرس بقيادة أثينا. أصبحت «إيديما» عضواً في الحلف من خلال دفع 1 طالنط (باليونانية: τάλαντον)‏ و890 دراخما (باليونانية: δραχμή)‏ كضرائب. قامت «إيديما» بسك العملات الفضية الخاصة بها (الدراخما) في النصف الثاني من القرن الخامس قبل الميلاد، ويظهر على الدراخما الإيديمية اسم «إيديميون IDIMION» ورأس «الإله بان PAN» على الجانب الخلفي.
حديثاً، كانت غوكوفا حتى عام 1999م قرية يحكمها مختار (بالتركية: muhtar)‏، ثم أصبحت في عام 1999 بلدية ذات رئيس بلدية منتخب بقرار من مجلس الوزراء في نوفمبر 1998م. في أول انتخابات محلية في أبريل 1999م تم انتخاب العمدة «دورمُس علي صازاقلي» (بالتركية: Durmus Ali Sazakli)‏. يضم مجلس بلدية المدينة أربعة موظفين مدنيين وفريق عمل صغير يمكن توسيعه في المستقبل. تبلغ مساحة البلدية 1900000 متر مربع.
نظرًا لأن منطقة «كوزلوكويو» التي تقع مباشرة عند سفح مقبرة «إيديما» (النكروبول) أصبحت الآن منطقة أثرية من الدرجة الأولى، فإنه يتم رفض طلبات إذن البناء الجديدة. لا يوجد طريق مباشر إلى الأكروبول أو النكروبول، حيث لا يمكن الوصول إلى كليهما إلا بالتسلق.
تتكون مدينة غوكوفا من: غوكوفا، كوزلوكويو، يازيليتاش (بالتركية: Yazılıtaş)‏ وتشايديري (بالتركية: Çaydere)‏.

## نفقأوكالبتوس
«نفق أوكالبتوس» (Okaliptus Tuneli) (بالإنجليزية: Eucalyptus Tunnel)‏ المشهور عالميًا هو طريق قديم تحفه أشجار الكافور (أوكالبتوس) وهو جزء من بلدية غوكوفا.
يشير «نفق أوكالبتوس» إلى الطريق الأصلي الذي كان اسمه «الطرق الأربعة» (بالتركية: Dört Yol)‏ في بلدة غوكوفا والذي كان تقاطع الطريق الرئيسي في السهل إلى مدينة مرماريس والذي كان قبل الحرب العالمية الثانية تصطف فيه أشجار الكافور (أوكالبتوس) على كلا الجانبين. كانت المنطقة في المقام الأول مستنقعًا وكان عمدة موغلا آنذاك قد زرع تلك الأشجار لتجفيف المستنقعات. يبلغ طول «نفق أوكالبتوس» حوالي 1.5 كم.

## سوق غوكوفا المفتوح
سوق غوكوفا المفتوح هو أكبر سوق مفتوح في المنطقة. كان السوق يقع حتى قبل بضع سنوات في الطرف الشمالي من غوكوفا ومازال يُشار إليه من قبل التجار باسم بازار كوزلوكويو (بالتركية: Kozlukuyu Pazarı)‏ بدلاً من بازار غوكوفا (بالتركية: Akçapinar)‏.
تم تغطية أكشاك بيع المنتجات بسقف دائم منذ عام 2007م، وفي الأيام الأخرى غير يوم السوق تستخدم المنطقة لعمل حفلات الزفاف والمناسبات الاجتماعية الأخرى.
تشتهر مدينة غوكوفا ببلدة «أكياكا» الكارية، وأكروبول ونكروبول «إيديما»، والمقابر التي على جانب الطرق، والتي غالباً ما يتم إظهار بعضها وبعض معالم غوكوفا الأخرى بشكل خاطئ على إعلانات أكياكا ومؤخراً على لوحاتها الجدارية وأسفل الجسور بواسطة الرسامين المحليين.
لدى بلدية غوكوفا موقع إلكتروني يغطي جميع جوانب مدينة غوكوفا وموقع ويب جديد «لمجموعة بيئة غوكوفا» (بالتركية: Gökova Çevre Grubu)‏.

## روابط خارجية
- registry setup. "غوكوفا-أكياكا Gokova Akyaka on the net". Gokova.com. مؤرشف من الأصل في 2019-06-08. اطلع عليه بتاريخ 2017-05-23.

## معرض الصور

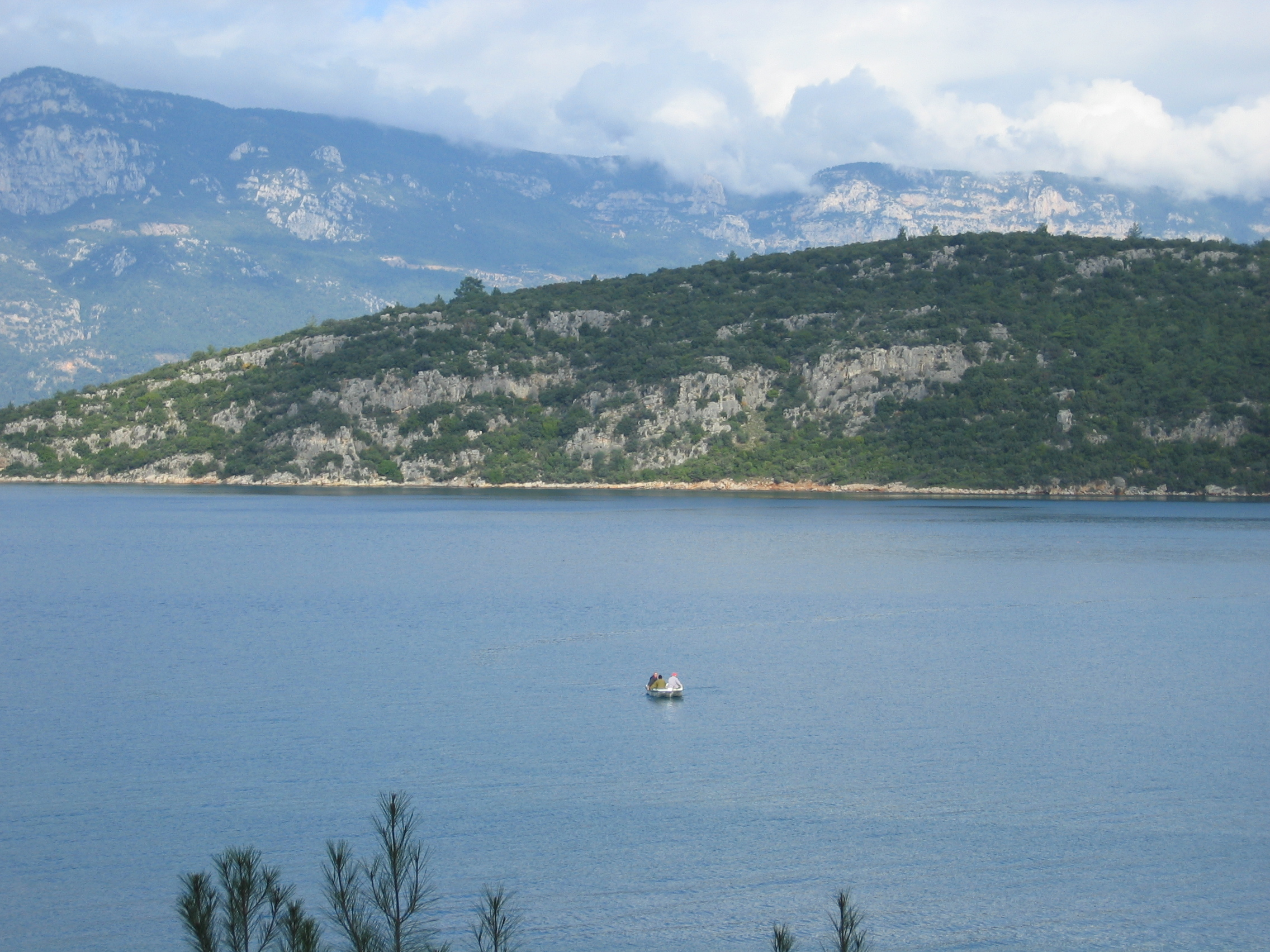
غوكوفا.
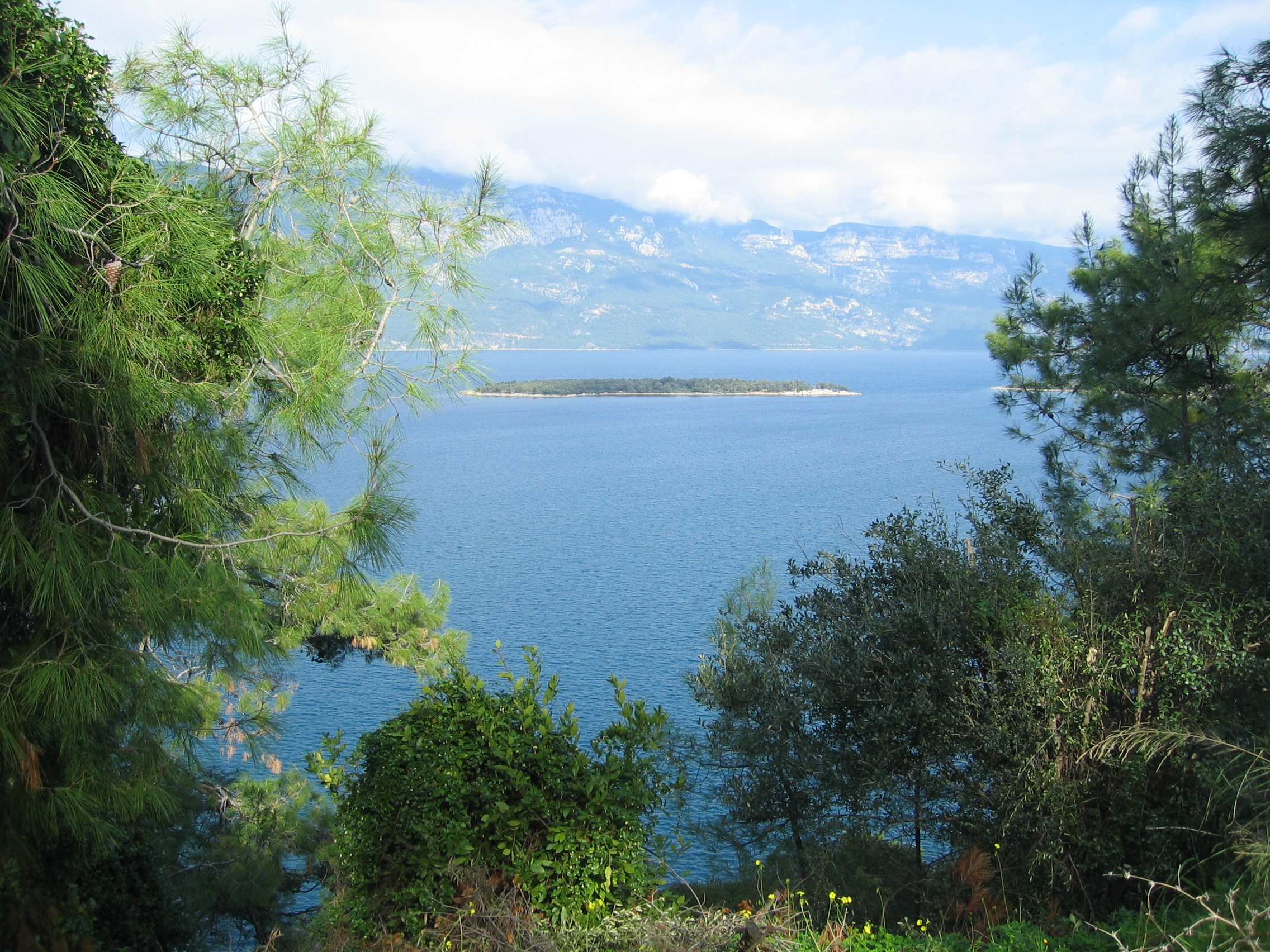
غوكوفا.
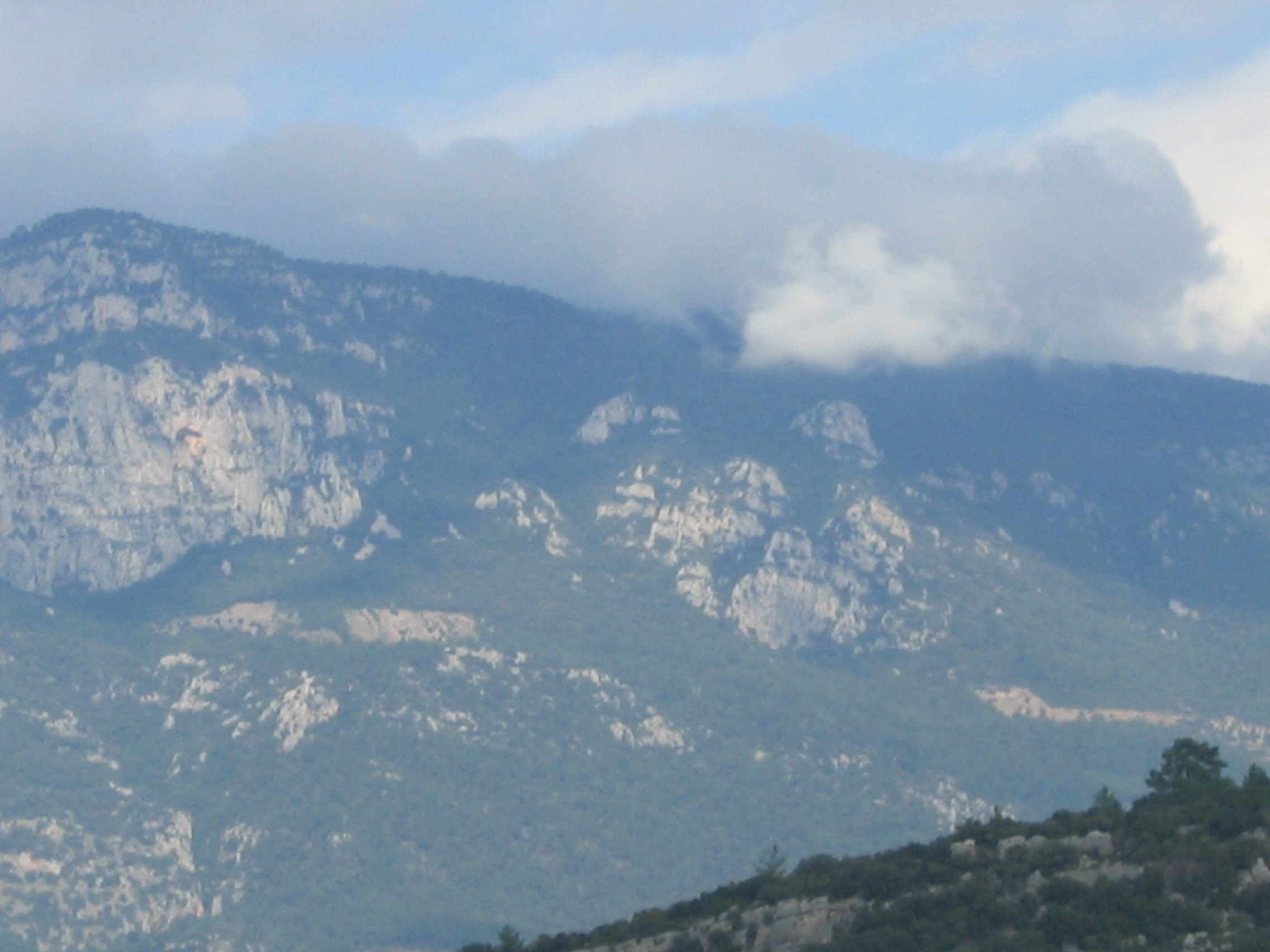
غوكوفا.
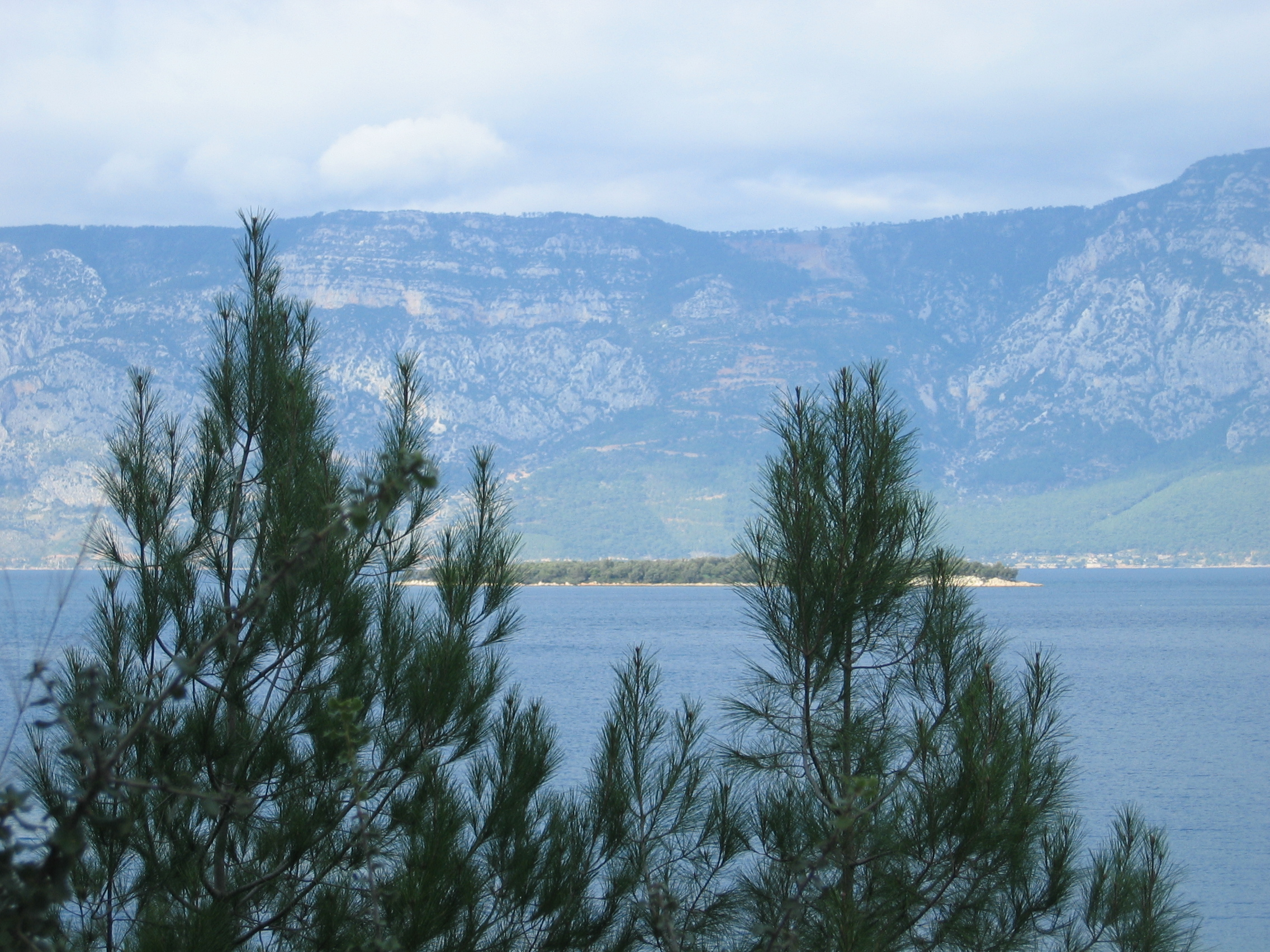
غوكوفا.
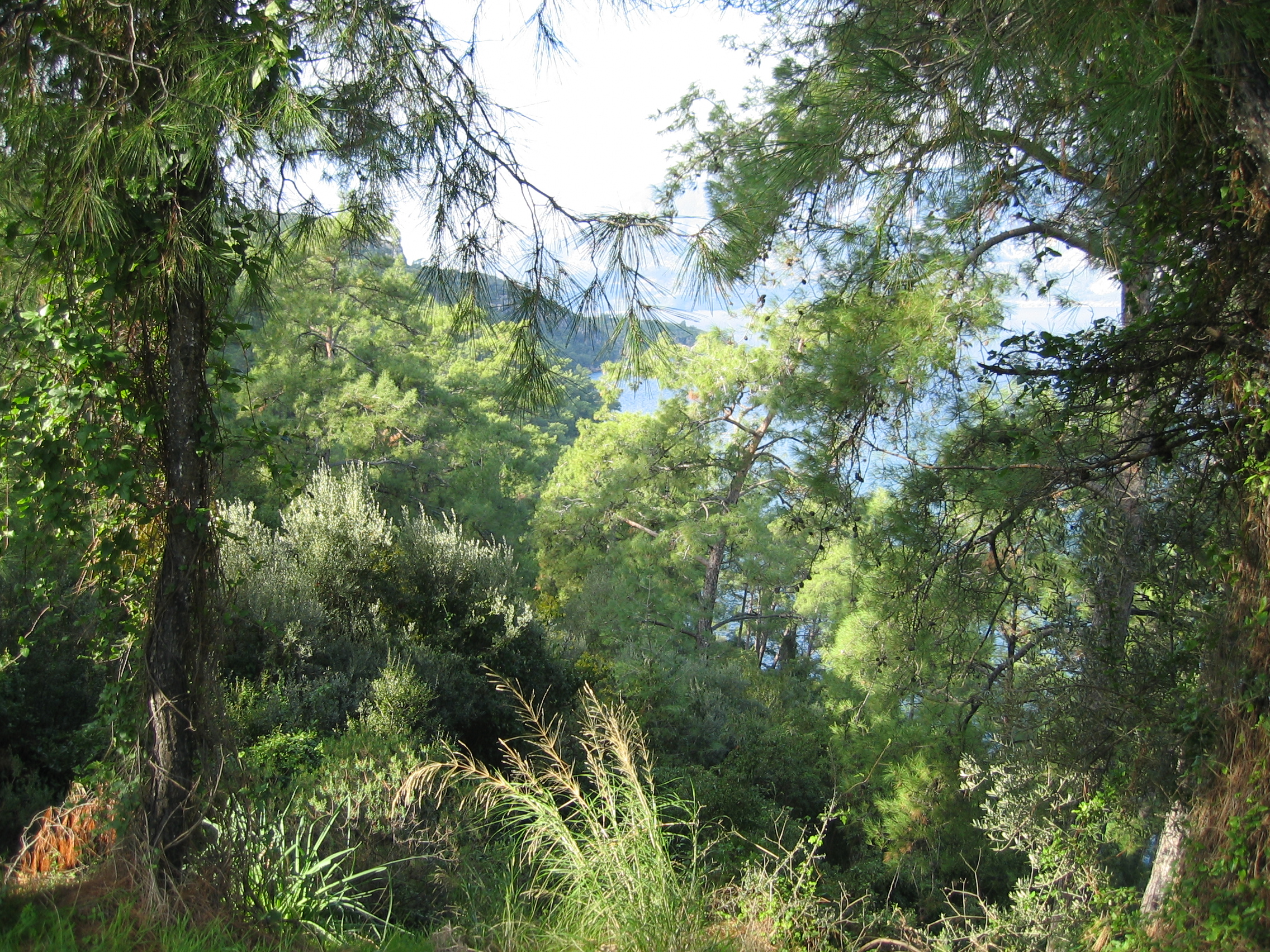
غوكوفا.
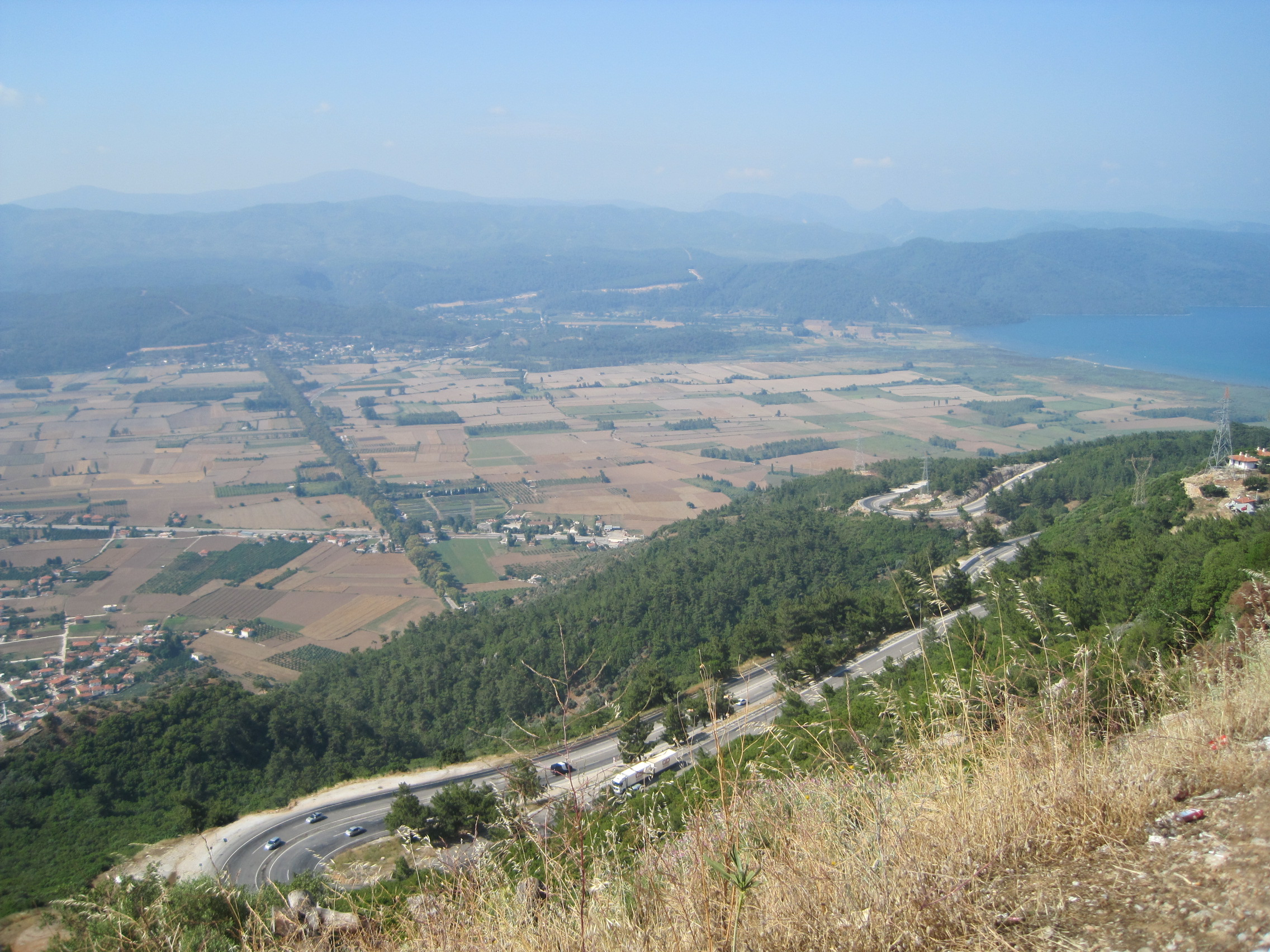
غوكوفا.
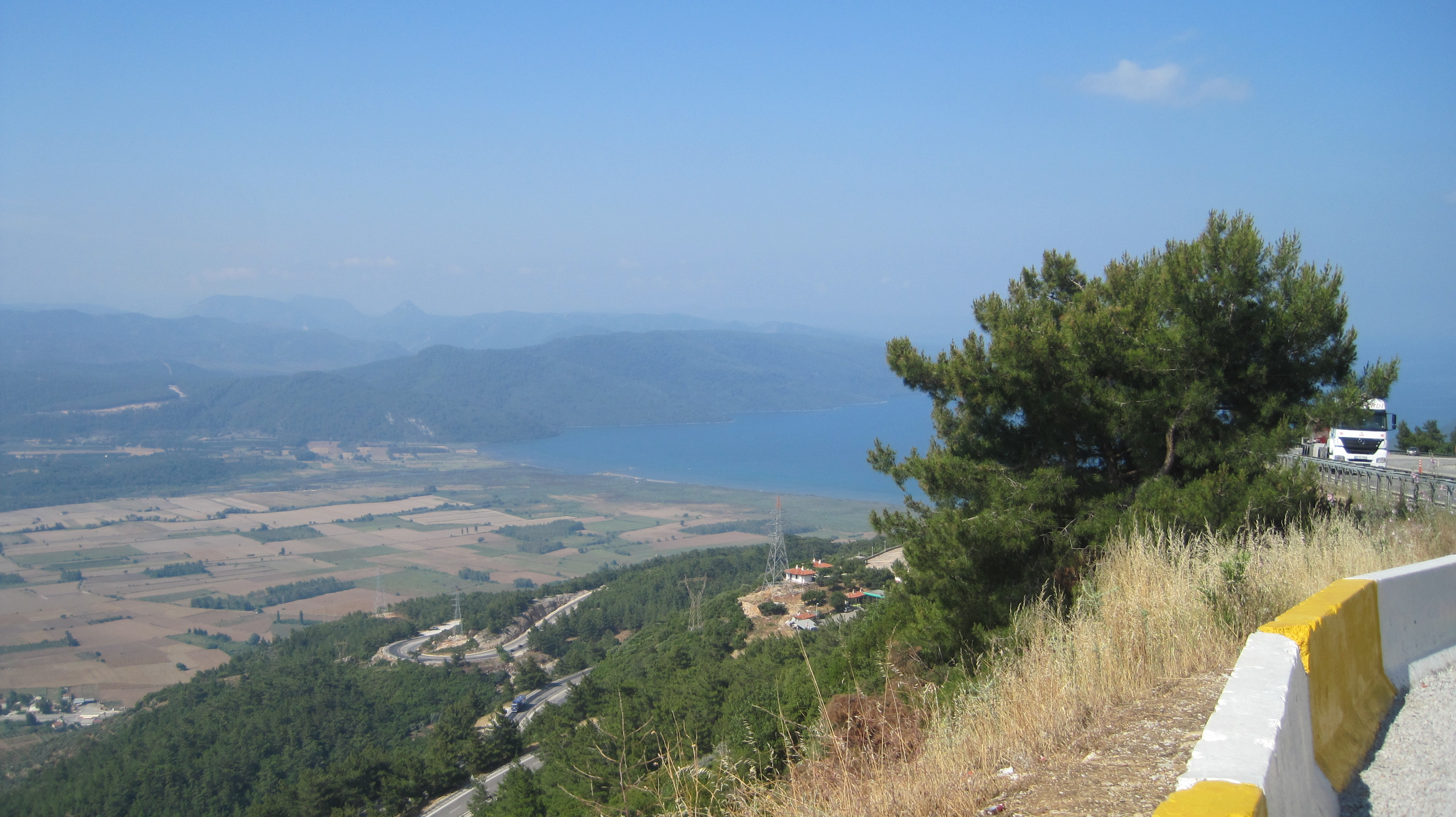
غوكوفا.
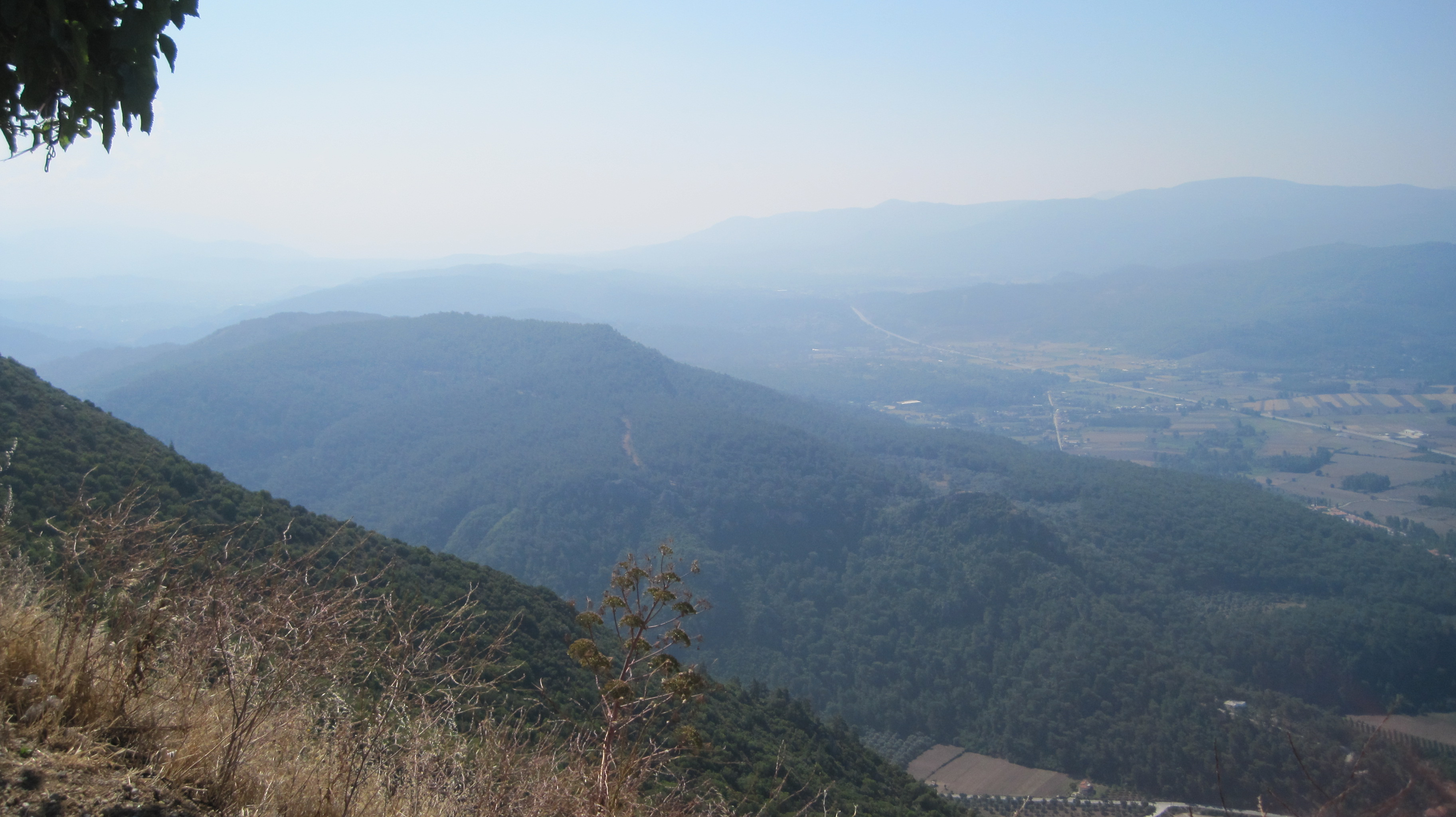
غوكوفا.
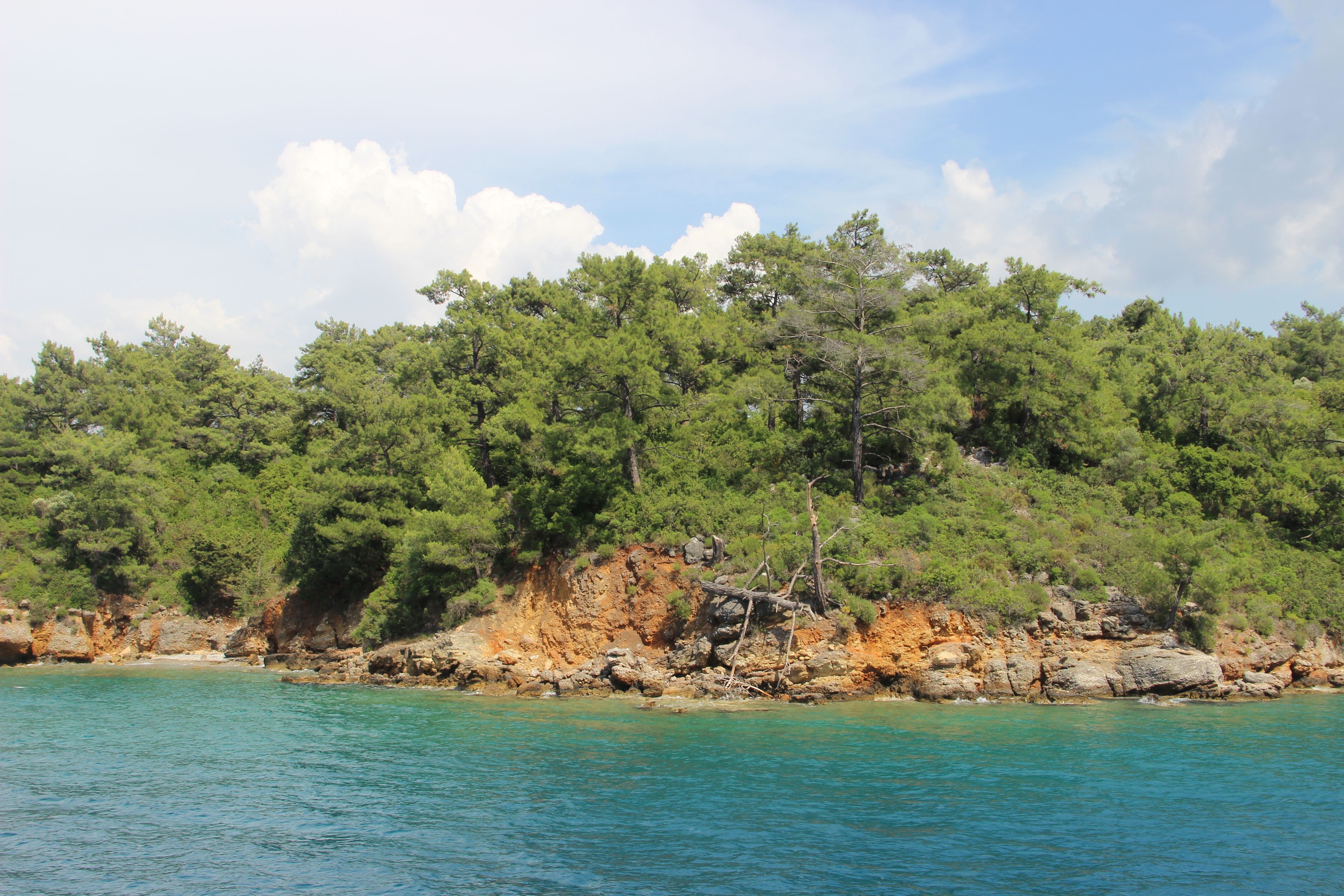
غوكوفا.
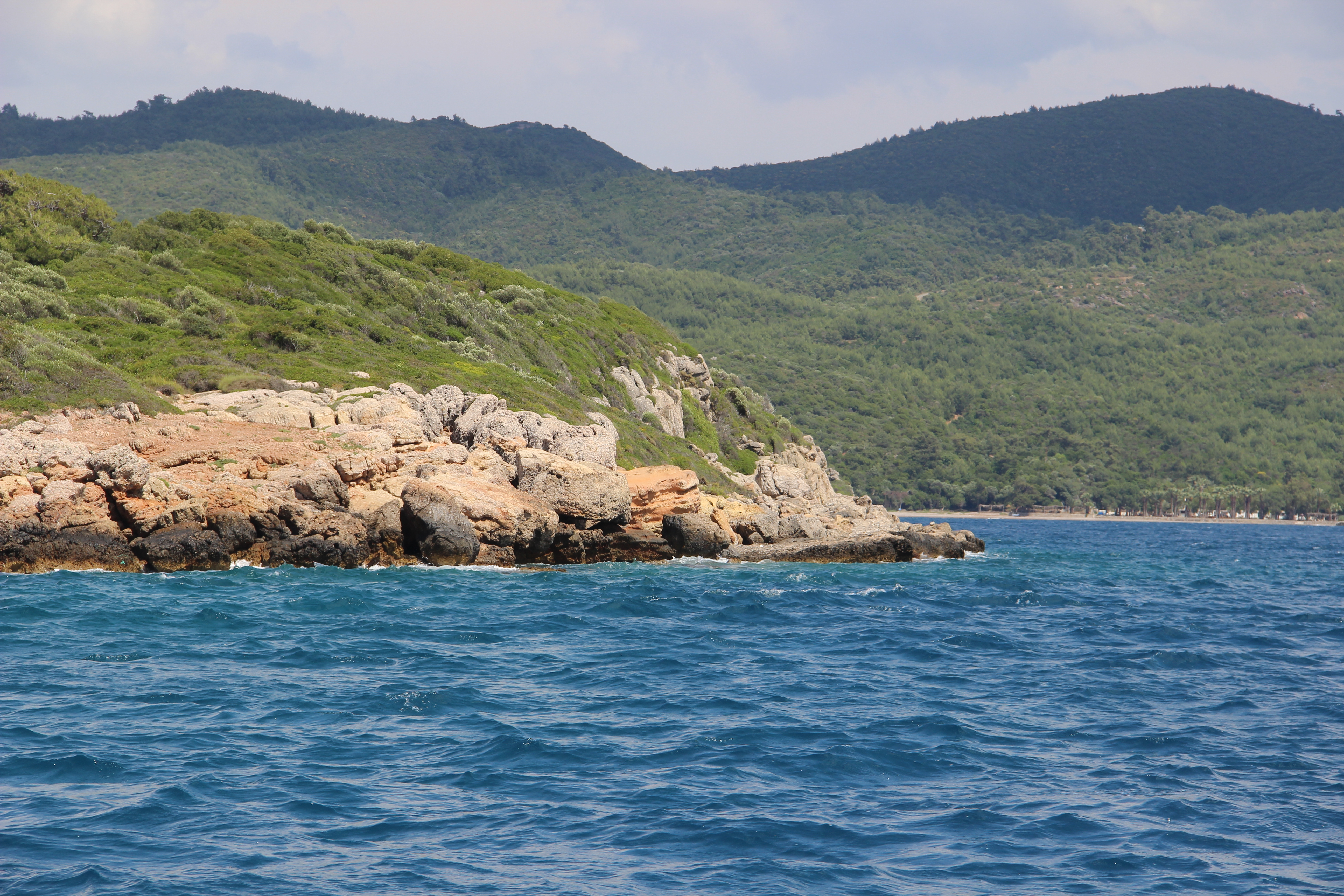
غوكوفا.
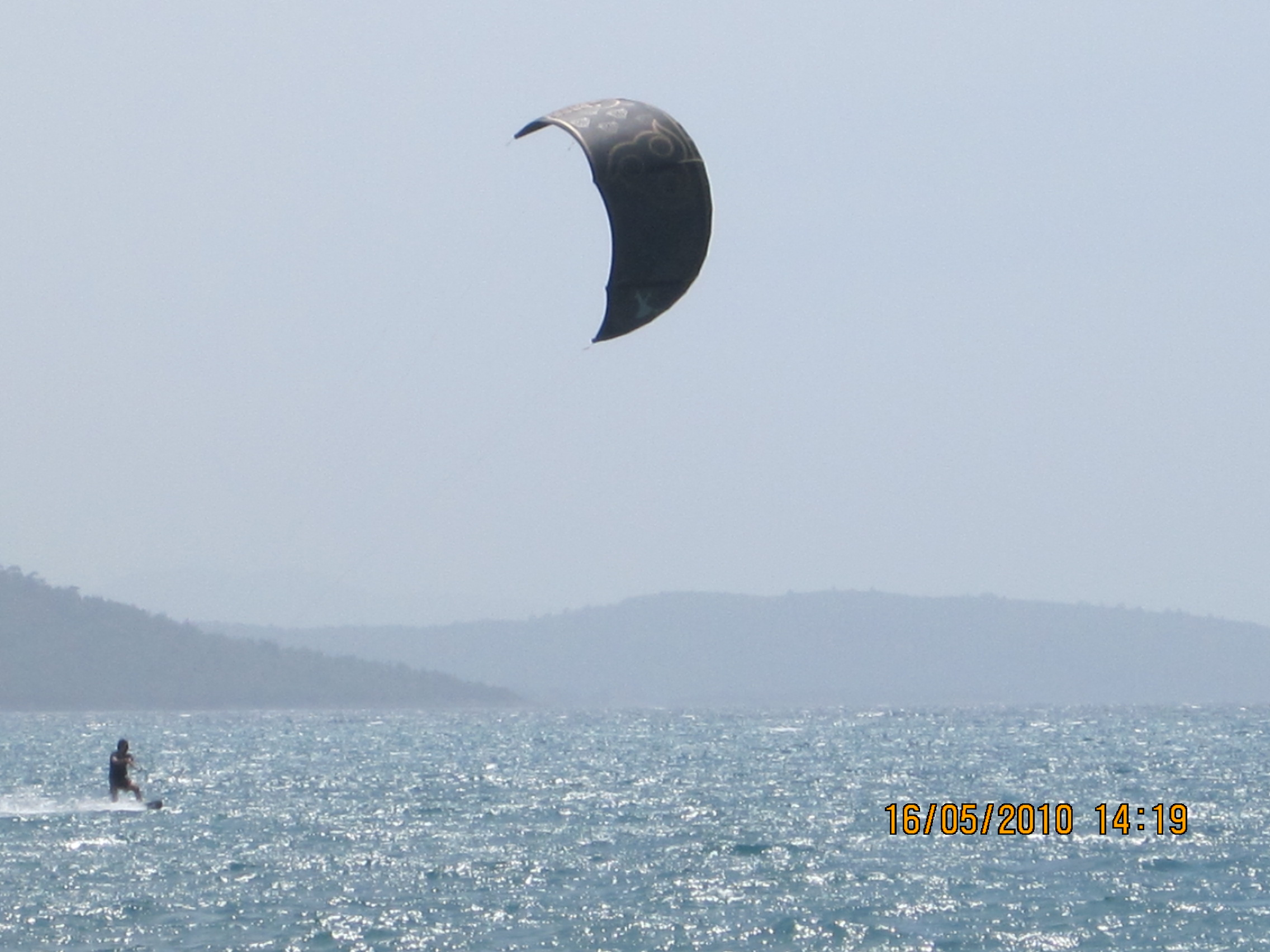
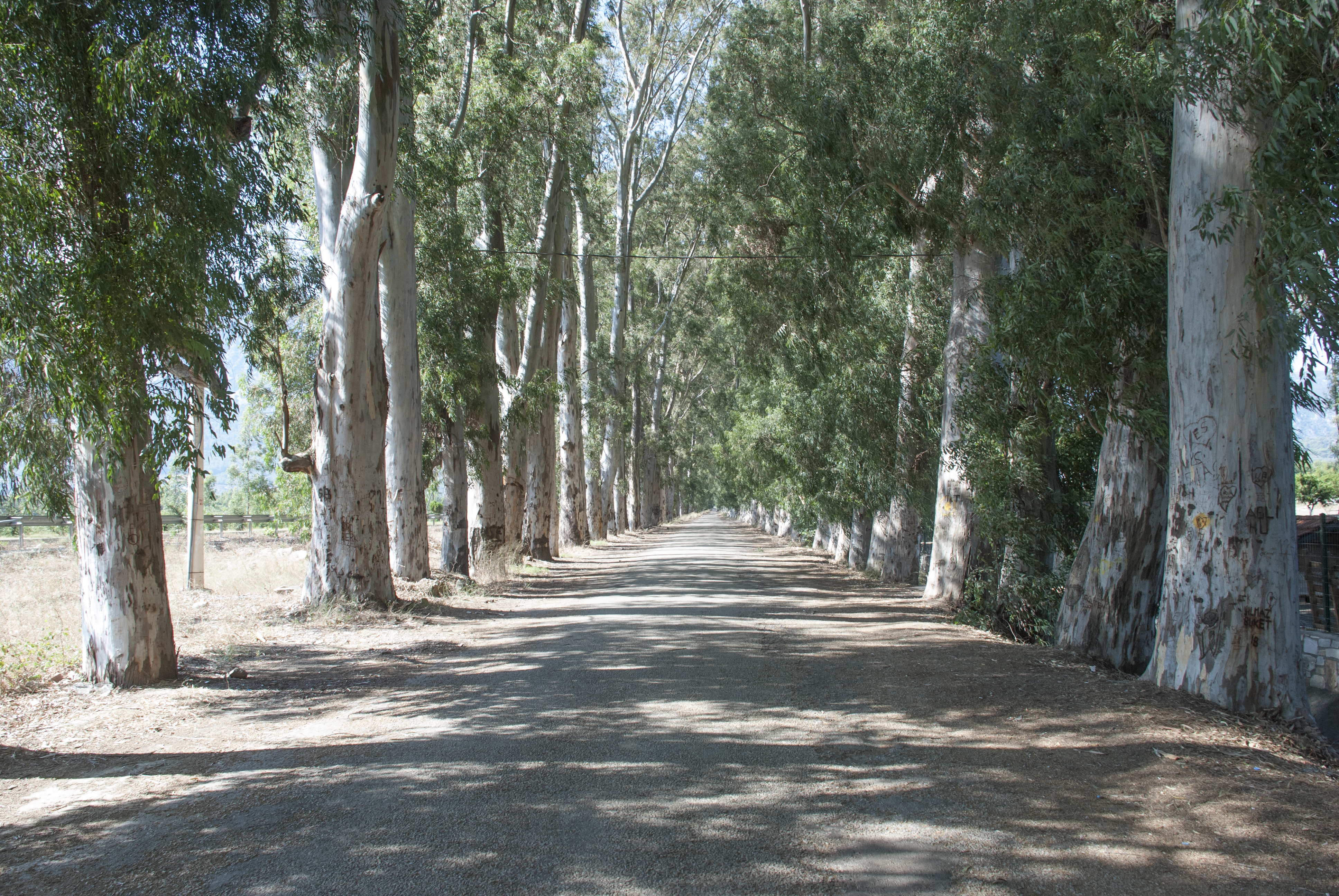
طريق أوكاليبتوس (بالتركية: Okaliptüs Yolu)‏.